# Bridge City (Teksas)
Bridge City – miasto w Stanach Zjednoczonych, w stanie Teksas, w hrabstwie Orange. Do połowy XX w. nosiło nazwę Prairie View.
Miasto poważnie ucierpiało na skutek uderzenia huraganu Ike w 2008 r. – jedynie 14 domów nie zostało zalanych.

## Demografia
Według przeprowadzonego przez United States Census Bureau spisu powszechnego w 2010 miasto liczyło 7 840 mieszkańców, co oznacza spadek o 9,4% w porównaniu do roku 2000. Natomiast skład etniczny w mieście wyglądał następująco: Biali 92,9%, Afroamerykanie 0,3%, Azjaci 2,0%, pozostali 4,8%. Kobiety stanowiły 50,1% populacji.